# Calefacción eléctrica

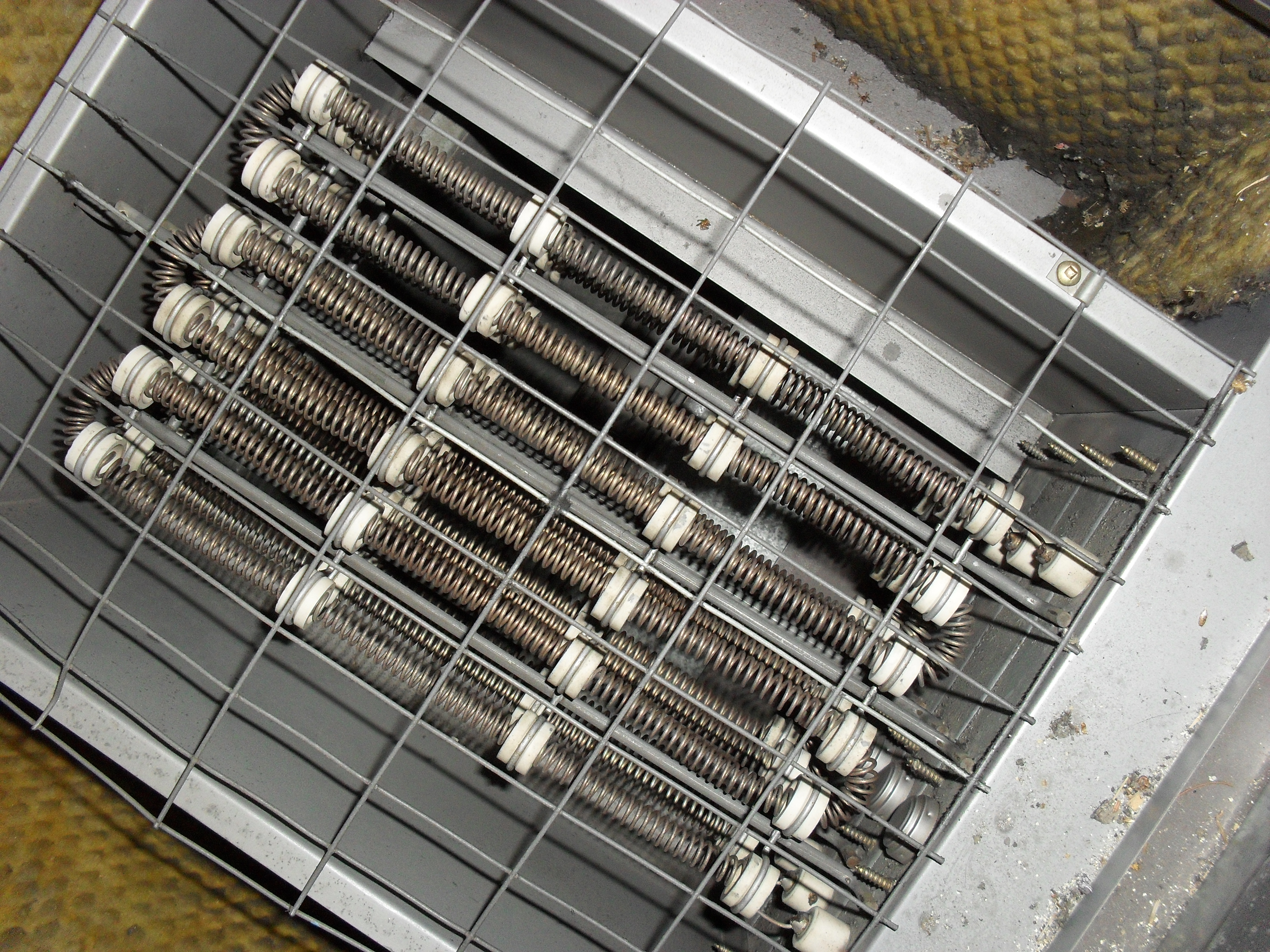
Bobinas calefactoras de 30 kW de resistencia

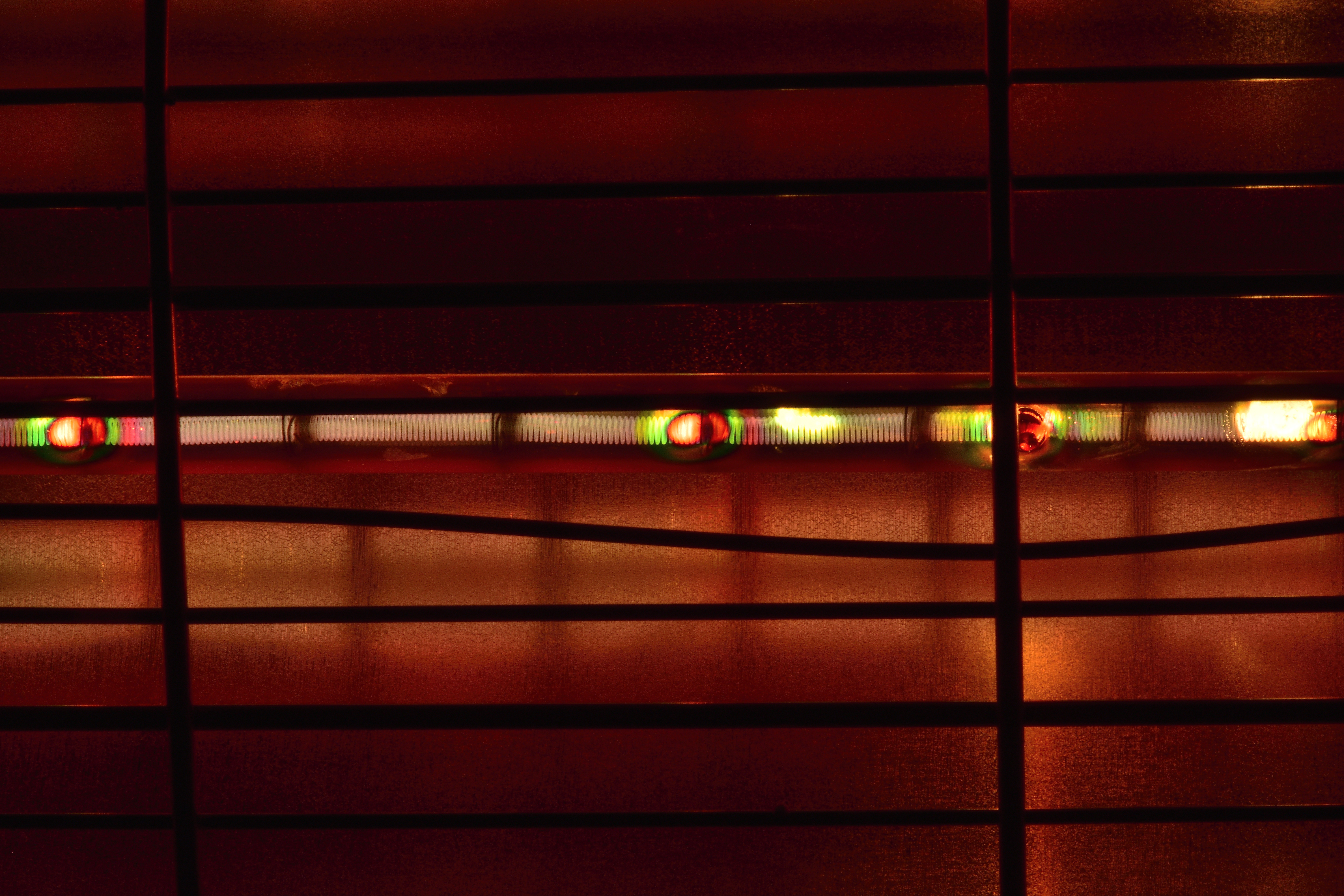
Este calentador radiante utiliza lámparas halógenas de tungsteno

La calefacción eléctrica es un proceso en el que la energía eléctrica se convierte en energía térmica. Un calentador eléctrico es un dispositivo eléctrico que convierte una corriente eléctrica en calor. Las aplicaciones comunes incluyen calefacción de espacios, cocina, calentamiento de agua y procesos industriales. El elemento calefactor dentro de cada calentador eléctrico es una resistencia eléctrica y funciona según el principio de efecto Joule: una corriente eléctrica que pasa a través de una resistencia convertirá esa energía eléctrica en energía térmica. La Mayoría de los dispositivos de calefacción eléctricos modernos utilizan alambre de nicromo como elemento activo; el dispositivo calefactor, que se muestra a la derecha, utiliza alambre de nicromo sostenido por aisladores cerámicos.
Alternativamente, una bomba de calor utiliza un motor eléctrico para impulsar un ciclo de refrigeración, que extrae energía térmica de una fuente como el suelo o el aire exterior y dirige ese calor hacia el espacio a calentar. Algunos sistemas se pueden invertir para que el espacio interior se enfríe y el aire caliente se descargue al exterior o al suelo.

## Calefacción de espacios
La calefacción de espacios se utiliza para calentar el interior de los edificios. Los calefactores son útiles en lugares donde la manipulación del aire es difícil, como en los laboratorios. Se utilizan varios métodos de calefacción eléctrica de espacios.

### Calentadores radiantes infrarrojos

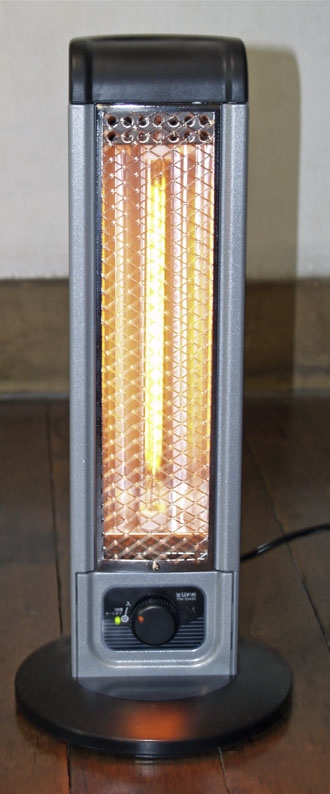
Un calefactor radiativo eléctrico

La calefacción eléctrica por radiación de infrarrojo, conocida también como lámpara de calor, o estufas halógenas, utiliza elementos calefactores que alcanzan una temperatura elevada. El elemento generalmente consta de un panel formado por un elemento radiante dentro de una envoltura de vidrio que se asemeja a una bombilla y con un reflector para dirigir la radiación. El elemento emite radiación infrarroja de onda larga que viaja como onda electromagnética por el espacio hasta que golpea una superficie absorbente, donde se convierte parcialmente en calor y se refleja parcialmente. Este calor calienta directamente a las personas y los objetos de la habitación, como por ejemplo el techo, las paredes, el suelo, muebles, en lugar de calentar el aire. Una ventaja que presenta es el ahorro energético, ya que la energía eléctrica se transforma en calor directamente en las personas en lugar de calentar el aire de los espacios. Además, no genera emisiones de CO2, contribuyendo así al medio ambiente. Este estilo de calentador es particularmente útil en áreas a través de las cuales fluye aire sin calefacción, abrir una puerta no supone una pérdida de calor en el ambiente.
Los calentadores radiantes funcionan de manera silenciosa, debido a que no utiliza ventiladores o sistemas mecánicos. Una desventaja es que la cantidad de calor que estos puedan generar puede variar considerablemente por el tamaño de la habitación y el aislamiento térmico de la fachada.
Las estufas halógenas no suelen traer termostato. Sin embargo, algunos de estos dispositivos vienen con protectores para regular la temperatura del espacio y apagarse de manera automática, al llegar a la temperatura deseada el cronotermostato apaga el calefactor.
El medio activo del calentador que se muestra en esta sección es una bobina de alambre de resistencia de nicromo dentro de un tubo de sílice fundido, abierto a la atmósfera en los extremos, aunque existen modelos donde la sílice fundida está sellada en los extremos y la aleación de resistencia no es de nicromo.

### Calentadores de convección

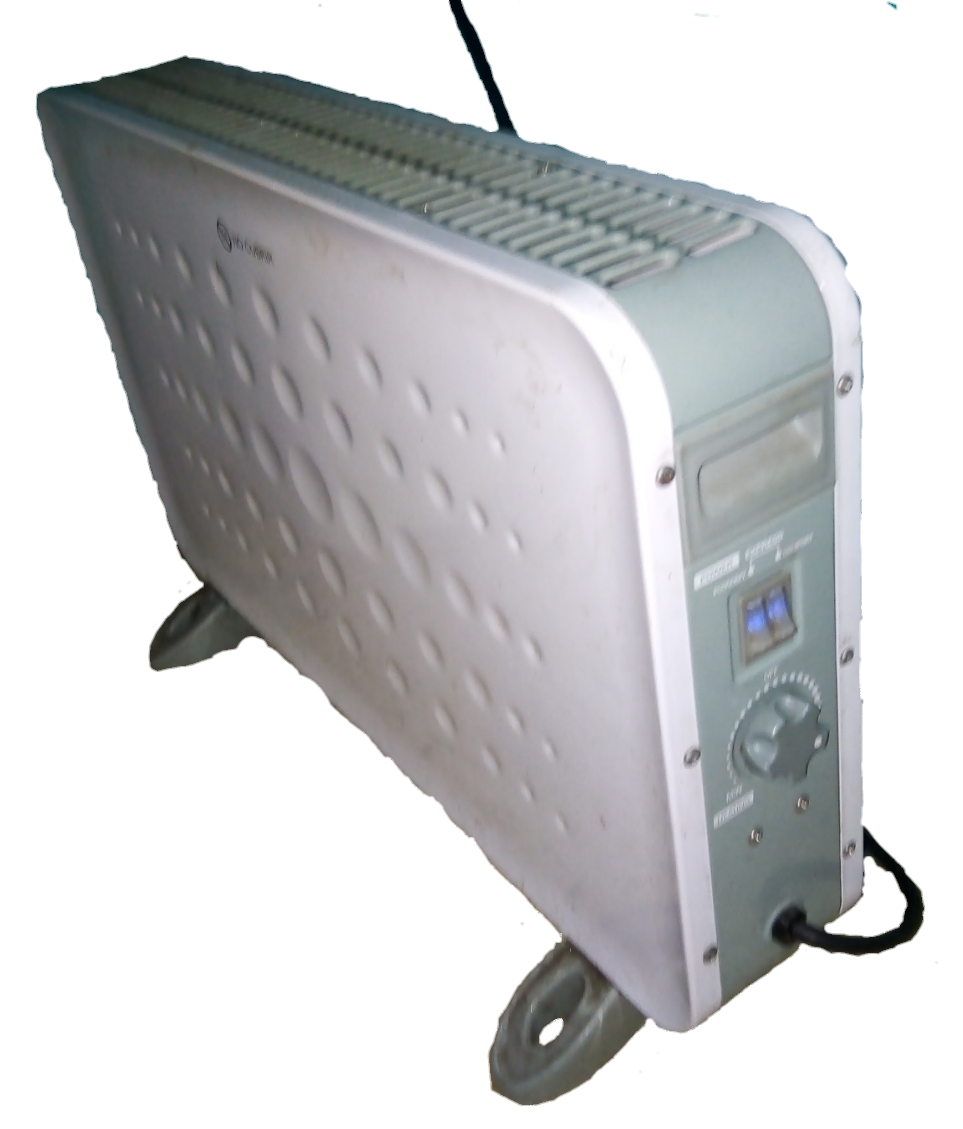
Un calentador de convección eléctrico.

En un calentador de convección, el elemento calefactor calienta el aire en contacto con él por conducción térmica, este elemento calefactor es una resistencia (conocida como serpentín) por la que pasa una corriente eléctrica produciendo calor por efecto Joule. El aire caliente es menos denso que el aire frío, por lo que se eleva debido a la flotabilidad, lo que permite que entre más aire frío para ocupar su lugar. Esto establece una corriente de convección de aire caliente que se eleva desde el calentador, calienta el espacio circundante, enfría y luego repite el ciclo. Una desventaja es que el aire caliente puede escapar de la habitación por ventanas y puertas. Estos calentadores a veces están llenos de aceite o fluido térmico. Son ideales para calentar un espacio cerrado.

### Calentadores de ventilador

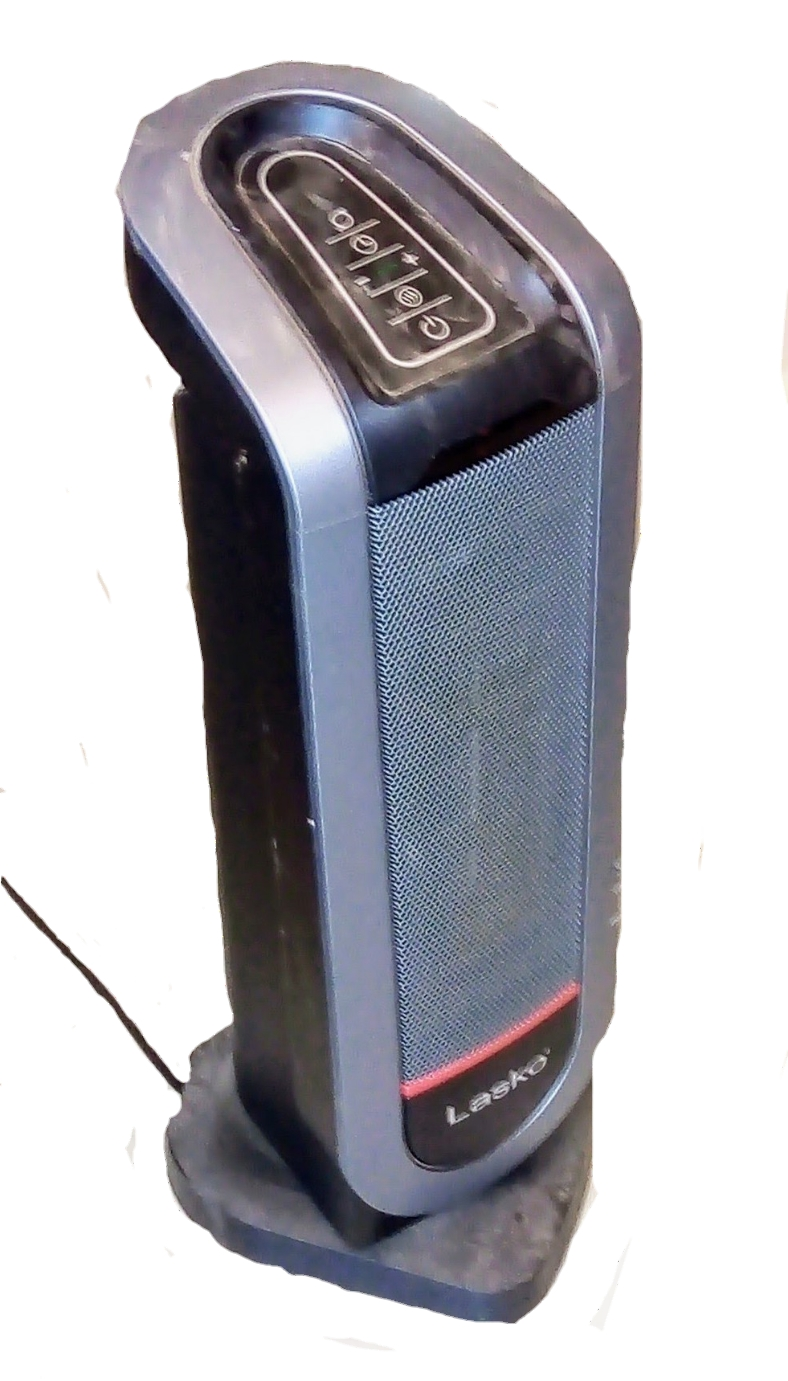
Calentador de ventilador

Un calentador de ventilador, también llamado calentador de convección forzada o termoventilador, es un tipo de calentador de convección que incluye un ventilador eléctrico para acelerar el flujo de aire, el elemento calefactor se calienta y a su vez el aire alrededor, luego el ventilador expulsa el aire caliente, creando un flujo forzado de aire que distribuye el calor, es el mismo principio de un secador de pelo.
Como consiste en una importante pieza giratoria, puede poseer un ruido considerable causado por el ventilador. Su ventaja es que son más compactos que los calentadores que utilizan convección natural y también son rentables para sistemas portátiles y de calefacción rápida de habitaciones pequeñas; la mayor desventaja es un alto consumo eléctrico, dada la energía consumida por la resistencia calentadora y el motor eléctrico del ventilador.

### Calefacción de almacenamiento
Un sistema de calefacción de almacenamiento, o acumulador de calor, pretende aprovechar los precios más económicos de servicio eléctrico durante períodos de baja demanda, convirtiendo la energía eléctrica en calor durante este tiempo y almacenando dicho calor para utilizarlo cuando sea requerido.
Este dispositivo almacena calor en ladrillos de arcilla que pueden alcanzar temperaturas de entre 600 a 700 °C y luego lo libera durante el día cuando es necesario. Dentro del acumulador se encuentra la resistencia que calienta el núcleo del acumulador de forma uniforme, existe un aislante térmico alrededor del acumulador, así como un termostato y un sistema de seguridad.
El agua también se puede utilizar como medio de almacenamiento de calor.

### Calefacción eléctrica por suelo radiante
Un sistema eléctrico de calefacción por suelo radiante tiene cables calefactores incrustados en el suelo. La corriente fluye a través de un material conductor eléctrico que va junto a un suelo conductor de calor y aislante eléctrico, al conductor (o elemento calefactor) se le suministra directamente el voltaje de línea (120 o 240 voltios) o un bajo voltaje desde un transformador, este material puede formar un serpentín o una malla. Los cables calefactores calientan el suelo por conducción directa y se apagarán una vez que alcance la temperatura establecida por el termostato de suelo.
Una superficie de piso más cálida irradia calor a las superficies circundantes más frías (techo, paredes, muebles) que absorben el calor y reflejan todo el calor no absorbido a otras superficies aún más frías. El ciclo de radiación, absorción y reflexión comienza lentamente y se ralentiza lentamente acercándose a las temperaturas del punto de ajuste y deja de tener lugar una vez que se alcanza el equilibrio general.
La distribución del calor es homogénea y de rápida respuesta, contrariamente a la creencia, las personas no se calientan por convección, sino que se calientan con la radiación directa de la fuente y el reflejo de sus alrededores.
Una variación es el uso de tubos llenos de agua caliente circulante como fuente de calor para calentar el piso. El principio de calentamiento sigue siendo el mismo, aunque el agua podría calentarse sin utilizar electricidad.

### Sistema de iluminación
En las grandes torres de oficinas, el sistema de iluminación está integrado junto con el sistema de calefacción y ventilación. El calor residual de las lámparas fluorescentes se captura en el aire de retorno del sistema de calefacción; en los grandes edificios, una parte sustancial de la energía térmica anual es suministrada por el sistema de iluminación. Sin embargo, este calor residual se convierte en una desventaja cuando se usa aire acondicionado. Estos gastos se pueden evitar integrando un sistema de iluminación de bajo consumo que también crea una fuente de calor eléctrica.

### Bombas de calor
Existen bombas de calor que usan un compresor accionado eléctricamente para operar un ciclo de refrigeración que extrae energía térmica del aire exterior, el suelo o el agua subterránea, y mueve ese calor al espacio para ser calentado. Consiste en un compresor, un condensador, una válvula reguladora o de expansión, un evaporador y un fluido refrigerante. Un líquido contenido dentro de la sección del evaporador de la bomba de calor hierve a baja presión, absorbiendo energía térmica del aire exterior o del suelo. Luego, el vapor es comprimido por un compresor y conducido a un serpentín condensador ubicado en el espacio a calentar. El aire del edificio absorbe el calor del gas denso caliente del refrigerante, lo que hace que este refrigerante caliente se condense de nuevo en un líquido. Desde allí, el fluido refrigerante de alta presión vuelve a la sección del evaporador donde se expande a través de la válvula, saliendo como una mezcla de líquido y vapor a una temperatura y presión más bajas; el refrigerante se evapora por contacto con este espacio comparativamente más cálido, completando el ciclo. En los meses de verano, el ciclo se puede invertir para sacar el calor del espacio acondicionado y llevarlo al aire exterior.
Las bombas de calor pueden obtener calor de bajo grado del aire exterior en climas templados. En áreas con temperaturas invernales promedio muy por debajo del punto de congelación, las bombas de calor de fuente terrestre son más eficientes que las bombas de calor de fuente de aire porque pueden extraer el calor solar residual almacenado en el suelo a temperaturas más cálidas que el disponible del aire frío. Según la Agencia de Protección Ambiental de Estados Unidos, Las bombas de calor geotérmicas pueden reducir el consumo de energía hasta un 44% en comparación con las bombas de calor de fuente de aire y hasta un 72% en comparación con el calentamiento por resistencia eléctrica. El alto precio de compra de una bomba de calor frente a los calentadores de resistencia puede compensarse cuando también se necesita aire acondicionado.

## Calentamiento de líquidos

### Calentador de inmersión

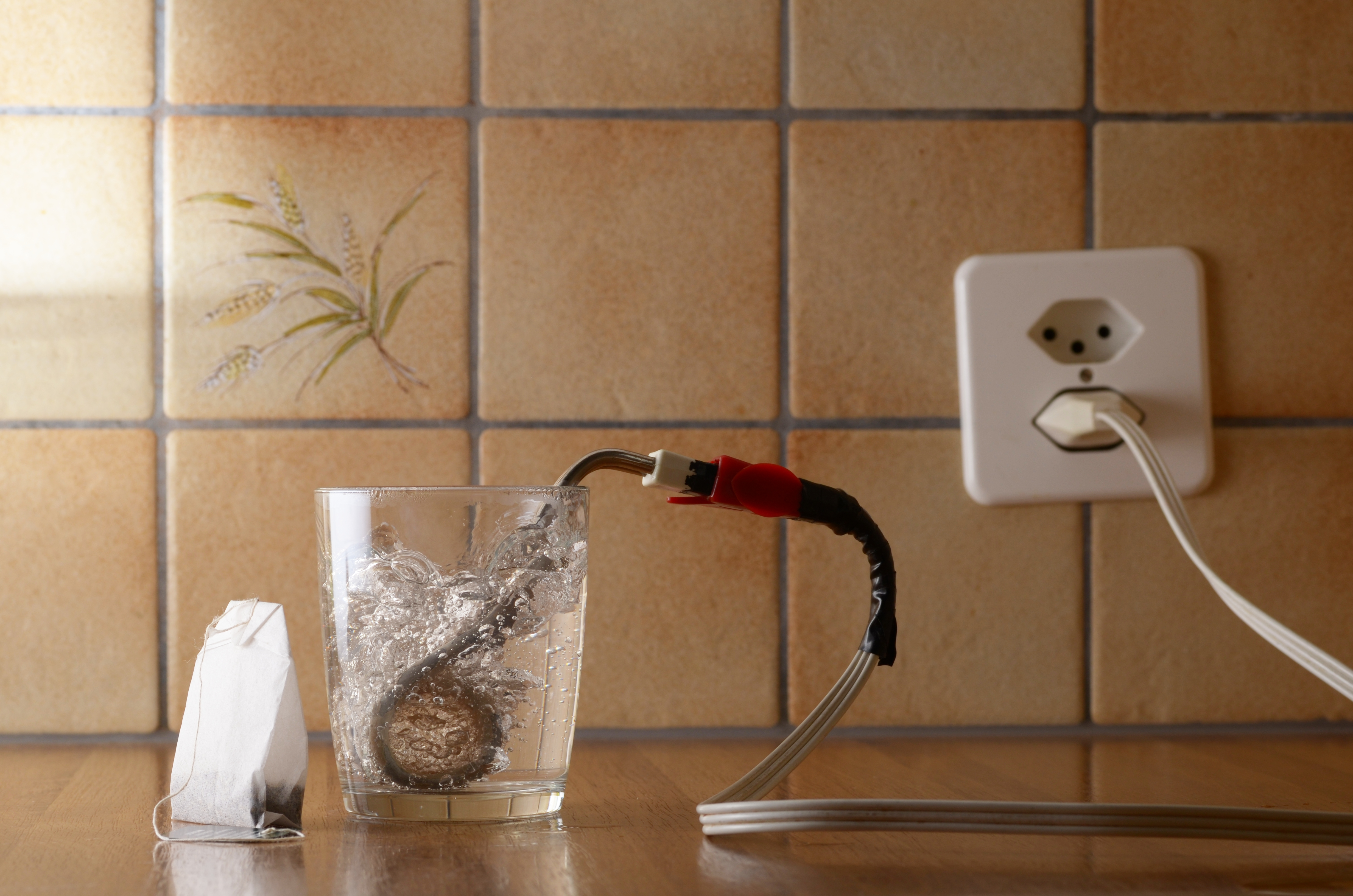
Calentador de inmersión doméstico pequeño, 500 W

Un calentador de inmersión tiene un elemento calefactor de resistencia eléctrica encerrado en un tubo y colocado directamente en el agua (u otro fluido) a calentar. Es posible que los calentadores de inmersión portátiles no tengan un termostato de control, ya que están diseñados para usarse solo brevemente y bajo el control de un operador.
Para el suministro doméstico de agua caliente o agua caliente para procesos industriales se pueden utilizar elementos calefactores instalados permanentemente en un tanque de agua caliente aislado, controlados por un termostato para regular la temperatura. Las unidades domésticas pueden tener solamente unos pocos kilovatios. Los calentadores de agua industriales pueden alcanzar los 2000 kilovatios. Cuando se dispone de tarifas de energía eléctrica fuera de las horas pico, se puede almacenar agua caliente para usarla cuando sea necesario.
Los calentadores eléctricos de agua para ducha y sin tanque también usan un calentador de inmersión (protegido o desnudo) que se enciende con el flujo de agua. Se puede cambiar un grupo de calentadores separados para ofrecer diferentes niveles de calentamiento. Las duchas eléctricas y los calentadores sin tanque suelen consumir de 3 a 10,5 kilovatios.
Los minerales presentes en el suministro de agua pueden precipitarse de la solución y formar una incrustación dura en la superficie del elemento calefactor, o pueden caer al fondo del tanque y obstruir el flujo de agua. El mantenimiento del equipo de calentamiento de agua puede requerir la eliminación periódica de las incrustaciones y sedimentos acumulados. Donde se sabe que los suministros de agua están altamente mineralizados, la producción de incrustaciones se puede reducir mediante el uso de elementos calefactores de baja densidad de vatios.

### Calentadores de circulación
Los calentadores de circulación o «intercambiadores de calor eléctricos directos» (con siglas en inglés: DEHE) utilizan elementos calefactores insertados directamente dentro de la carcasa aislante para proporcionar el efecto de calentamiento. Todo el calor generado por el calentador de circulación eléctrico se transfiere al medio, por lo que un calentador eléctrico es 100% eficiente. Los intercambiadores de calor eléctricos directos o «calentadores de circulación» se utilizan para calentar líquidos y gases en procesos industriales.

### Calentador de electrodos
Con un calentador de electrodo, no hay resistencia de alambre enrollado y el propio líquido actúa como resistencia. Esto tiene peligros potenciales, por lo que las regulaciones que rigen los calentadores de electrodos son estrictas.

## Aspectos medioambientales y de eficiencia
La eficiencia de cualquier sistema depende de la definición de los límites del sistema. Para un cliente de energía eléctrica, la eficiencia de la calefacción eléctrica de espacios es del 100% porque toda la energía comprada se convierte en calor. Sin embargo, si se incluye una central eléctrica que suministra electricidad, la eficiencia general cae drásticamente. Por ejemplo, una central termoeléctrica de combustibles fósiles solo puede entregar 3 unidades de energía eléctrica por cada 10 unidades de energía de combustible liberada. Aunque el calentador eléctrico es 100% eficiente, la cantidad de combustible necesaria para producir calor es mayor que si el combustible se quemara en un horno o caldera en el edificio que se está calentando. Dicho de otra manera, si un consumidor pudiera usar el mismo combustible para la calefacción de espacios, sería más eficiente en general quemar el combustible en el edificio del usuario final. Por otro lado, reemplazar la calefacción eléctrica con calentadores de combustibles fósiles no es necesariamente bueno, ya que elimina la capacidad de tener calefacción eléctrica renovable, esto se puede lograr obteniendo la electricidad de una fuente renovable.
Las variaciones entre países que generan energía eléctrica afectan las preocupaciones sobre la eficiencia y el medio ambiente. En 2015, Francia generó solo el 6% de su electricidad a partir de combustibles fósiles, mientras que Australia obtuvo más del 86% de su electricidad a partir de combustibles fósiles. La limpieza y la eficiencia de la electricidad dependen de la fuente.
En Suecia, el uso de calefacción eléctrica directa se ha restringido desde la década de 1980 por esta razón, y hay planes para eliminarlo por completo, mientras que Dinamarca ha prohibido la instalación de calefacción eléctrica directa de espacios en edificios nuevos. por razones similares. En el caso de edificios nuevos, se pueden utilizar técnicas de construcción de bajo consumo de energía que prácticamente pueden eliminar la necesidad de calefacción, como las construidas según el estándar Passivhaus.
En Quebec, sin embargo, la calefacción eléctrica sigue siendo la forma más popular de calefacción doméstica. Según una encuesta de Statistics Canada de 2003, el 68% de los hogares de la provincia utilizan electricidad para calentar espacios. Más del 90% de toda la energía consumida en Quebec es generada por represas hidroeléctricas, que tienen bajas emisiones de gases de efecto invernadero en comparación con las centrales eléctricas de combustibles fósiles. Hydro-Québec, la empresa de servicios públicos de propiedad provincial, cobra tarifas bajas y estables.
Para proporcionar calor de manera más eficiente, una bomba de calor accionada eléctricamente puede elevar la temperatura interior extrayendo energía del suelo, el aire exterior o corrientes de desechos como el aire de escape. Esto puede reducir el consumo de electricidad a tan solo un 35% del utilizado por la calefacción resistiva. Cuando la fuente principal de energía eléctrica es hidroeléctrica, nuclear o eólica, la transferencia de electricidad a través de la red puede ser conveniente, ya que el recurso puede estar demasiado distante para aplicaciones de calefacción directa (con la notable excepción de la energía solar térmica).
El uso de la electricidad para calentar espacios y el calentamiento del agua se propone cada vez más como un camino a seguir para descarbonizar el sistema energético actual, particularmente con bombas de calor. En caso de electrificación a gran escala, se deben considerar los impactos en la red eléctrica debido al aumento potencial de la demanda máxima de electricidad y la exposición a eventos climáticos extremos.

## Aspectos económicos
El funcionamiento de calentadores de resistencia eléctrica para calentar un área durante períodos prolongados es costoso en muchas regiones. Sin embargo, el uso diurno intermitente o parcial puede ser más rentable que la calefacción de todo el edificio debido a un control zonal superior.
Por ejemplo: un comedor en un entorno de oficina tiene un horario de funcionamiento limitado. Durante los períodos de bajo uso, un nivel de «control» de calor (10,0 °C) es proporcionado por el sistema de calefacción central. Las horas pico de uso entre las 11:00 y las 14:00 se calientan a «niveles de comodidad» (21,1 °C). Se pueden lograr ahorros significativos en el consumo total de energía, ya que las pérdidas de radiación infrarroja a través de la radiación térmica no son tan grandes con un gradiente de temperatura más pequeño entre este espacio y el aire exterior sin calefacción, así como entre el refrigerador y el comedor (ahora más fresco).
En términos económicos, el calor eléctrico se puede comparar con otras fuentes de calefacción doméstica multiplicando el costo local por kilovatio hora de electricidad por la cantidad de kilovatios que usa el calentador. Por ejemplo, calentador de 1500 vatios a 12 centavos por kilovatio hora: 1.5 × 12 = 18 centavos por hora. Al compararlo con la quema de combustible, puede ser útil convertir kilovatios hora en BTU: 1.5 kWh × 3412,142 = 5118 BTU.

## Calefacción eléctrica industrial
La calefacción eléctrica se utiliza ampliamente en la industria.
Las ventajas de los métodos de calentamiento eléctrico sobre otras formas incluyen el control de precisión de la temperatura y la distribución de la energía térmica, la combustión que no se utiliza para desarrollar calor y la capacidad de alcanzar temperaturas que no se pueden alcanzar fácilmente con la combustión química. El calor eléctrico se puede aplicar con precisión en el punto preciso necesario en un proceso, a una alta concentración de potencia por unidad de área o volumen. Los dispositivos de calefacción eléctrica se pueden construir en cualquier tamaño requerido y se pueden ubicar en cualquier lugar dentro de una planta. Los procesos de calentamiento eléctrico son generalmente limpios, silenciosos y no emiten mucho calor derivado al entorno. El equipo de calentamiento eléctrico tiene una alta velocidad de respuesta, lo que lo presta a equipos de producción en masa de ciclos rápidos.
Las limitaciones y desventajas de la calefacción eléctrica en la industria incluyen el mayor costo de la energía eléctrica en comparación con el uso directo de combustible, y el costo de capital tanto del aparato de calefacción eléctrica en sí como de la infraestructura requerida para entregar grandes cantidades de energía eléctrica al punto de uso. Esto puede verse compensado de alguna manera por las ganancias de eficiencia en la planta (en el sitio) al usar menos energía en general para lograr el mismo resultado.
El diseño de un sistema de calefacción industrial comienza con la evaluación de la temperatura requerida, la cantidad de calor requerida y los modos factibles de transferir energía térmica. Además de la conducción, convección y radiación, los métodos de calentamiento eléctrico pueden utilizar campos eléctricos y magnéticos para calentar el material.
Los métodos de calentamiento eléctrico incluyen calentamiento por resistencia, calentamiento por arco eléctrico, calentamiento por inducción y calentamiento dieléctrico. En algunos procesos (por ejemplo, soldadura por arco), la corriente eléctrica se aplica directamente a la pieza de trabajo. En otros procesos, el calor se produce dentro de la pieza de trabajo por inducción o pérdidas dieléctricas. Además, el calor se puede producir y luego transferir a la obra por conducción, convección o radiación.
Los procesos de calentamiento industrial se pueden clasificar, en términos generales, como de baja temperatura (hasta aproximadamente 400 °C), temperatura media (entre 400 y 1150 °C) y alta temperatura (más de 1150 °C). Los procesos de baja temperatura incluyen horneado y secado, curado de acabados, soldadura, y moldeado. Los procesos de temperatura media incluyen la fusión de plásticos y algunos no metales para fundirlos o remodelarlos, así como recocer, aliviar el estrés y tratar con calor los metales. Procesos de alta temperatura incluyen la fabricación de acero, soldadura fuerte, soldadura, fundición de metales, de corte, la fundición y la preparación de algunos productos químicos.